# Bugulopsis monotrypa
Bugulopsis monotrypa är en mossdjursart som först beskrevs av Busk 1852.  Bugulopsis monotrypa ingår i släktet Bugulopsis och familjen Bugulidae. Inga underarter finns listade i Catalogue of Life.